# Cristo morto e due angeli
Cristo morto e due angeli (Le Christ mort et les anges) è un dipinto a olio su tela (179×150 cm) del pittore francese Édouard Manet, realizzato nel 1864 e conservato alla Metropolitan Museum of Art di New York.

## Descrizione
In questa tela Manet sceglie di raffigurare Cristo morto, con la ferita della Passione ben visibile, mollemente adagiato su un sudario color bianco sporco e affettuosamente sorretto da un angelo. L'opera, portata a termine nel 1864, fu esposta al Salon dello stesso anno e suscitò critiche asperrime. Ad avvelenare gli animi erano soprattutto le infelici scelte cromatiche del dipinto, con il rosa ombrato dell'incarnato di Cristo che molti fraintesero per lercia sporcizia, e soprattutto con la resa del Cristo esanime, che Manet raffigurò come un mero cadavere, superando l'aspetto sacro della morte del Salvatore e sfociando in un realismo concreto, tangibile, che molti fraintesero per un atto dissacrante, se non persino blasfemo.
La portata dello scandalo fu tale che la tela di Manet fu subito correlata alla Vita di Gesù di Ernest Renan, scritto nel quale gli eventi soprannaturali narrati nei Vangeli vengono interpretati come fatti pienamente spiegabili scientificamente. Furono in molti, inoltre, a vedere nel Cristo morto manetiano una risposta indiretta alle tesi promosse dal realista Gustave Courbet, che fu per Manet un artista non beatamente venerato, ma amato e contestato: Courbet, infatti, sosteneva che la pittura fosse un'arte concreta, e che perciò deve essere applicata alle cose reali, esistenti. Un partigiano del realismo come Courbet, pertanto, non poteva che contrastare fortemente l'astrazione, e per questo motivo inondò il Cristo morto e due angeli di scherno, criticandone soprattutto gli angeli, dalle ali blu e dalle sembianze umane. Appare tuttavia improbabile che Manet abbia deciso di eseguire la tela per controbattere alle teorie di Courbet, e oggi i critici concordano nel vedervi una libera interpretazione, se non un esplicito omaggio, ai brani pittorici di Tintoretto, Veronese e Mantegna.

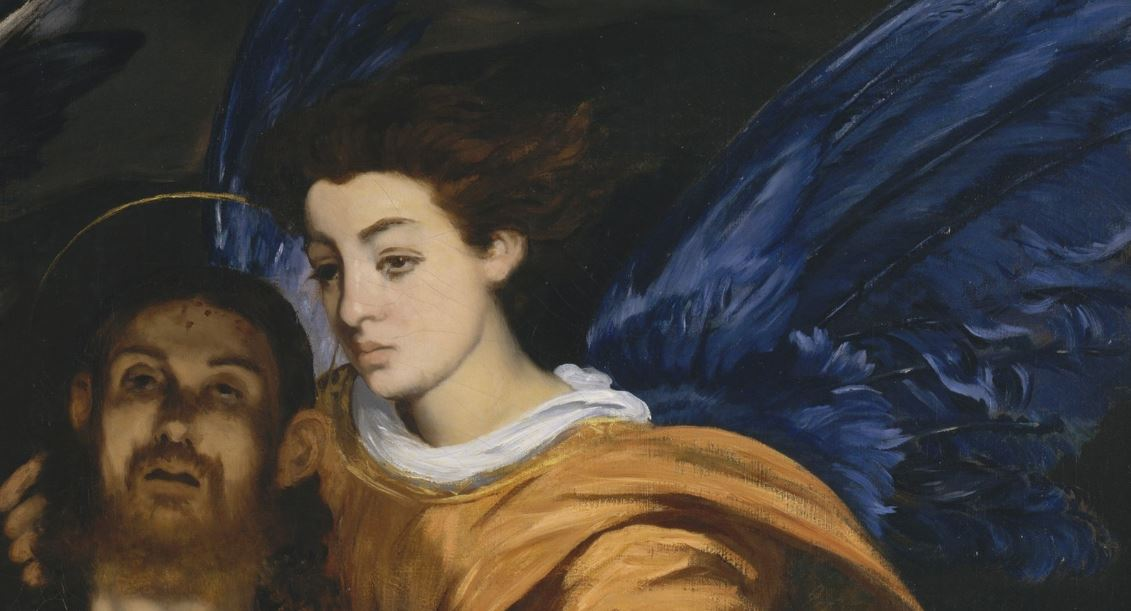
Cristo morto e due angeli, dettaglio

Di seguito riportiamo un commento di Théophile Thoré-Bürger pubblicato nel 1864 sull'Indépendance belge e incentrato sul Cristo morto e due angeli:
(Théophile Thoré-Bürger)